# IFAF Europe Champions League 2015
Die IFAF Europe Champions League 2015 war die zweite Spielzeit eines internationalen Turniers für American-Football-Mannschaften in Europa. Ausrichter war die IFAF Europe, die europäische Abteilung der International Federation of American Football.

## Gruppenphase
In jeweils drei Gruppenspielen wurden die Gruppensieger ermittelt. 

### North
| Datum     | Kickoff | Heim               | Ergebnis | Gast               | Stadion                          |
| --------- | ------- | ------------------ | -------- | ------------------ | -------------------------------- |
| 18. April | 13:00   | Copenhagen Towers  | 9:34     | Carlstad Crusaders | Gentofte Sportspark, Gentofte    |
| 2. Mai    | 15:00   | Helsinki Roosters  | 13:0     | Copenhagen Towers  | Helsingin Velodromi              |
| 16. Mai   | 17:00   | Carlstad Crusaders | 42:7     | Helsinki Roosters  | Tingvalla Idrottsplats, Karlstad |

|    | Verein             | W | L | PF | PA |
| -- | ------------------ | - | - | -- | -- |
| 1. | Carlstad Crusaders | 2 | 0 | 76 | 16 |
| 2. | Helsinki Roosters  | 1 | 1 | 20 | 42 |
| 3. | Copenhagen Towers  | 0 | 2 | 9  | 47 |

### West
| Datum     | Kickoff | Heim                       | Ergebnis | Gast                       | Stadion                                    |
| --------- | ------- | -------------------------- | -------- | -------------------------- | ------------------------------------------ |
| 18. April | 15:00   | Aix-en-Provence Argonautes | 47:15    | Madrid Osos Rivas          | Stade Georges Carcassonne, Aix-en-Provence |
| 2. Mai    | 15:00   | London Blitz               | 27:21    | Aix-en-Provence Argonautes | Finsbury Park, London                      |
| 16. Mai   | 17:00   | Madrid Osos Rivas          | 0:55     | London Blitz               | Estadio Cerro del Telégrafo, Madrid        |

|    | Verein                     | W | L | PF | PA  |
| -- | -------------------------- | - | - | -- | --- |
| 1. | London Blitz               | 2 | 0 | 82 | 21  |
| 2. | Aix-en-Provence Argonautes | 1 | 1 | 68 | 41  |
| 3. | Madrid Osos Rivas          | 0 | 2 | 14 | 102 |

### East
| Datum     | Kickoff | Heim                      | Ergebnis | Gast                      | Stadion                         |
| --------- | ------- | ------------------------- | -------- | ------------------------- | ------------------------------- |
| 18. April | 14:00   | Beograd Vukovi            | 26:24    | Ljubljana Silverhawks     | Stadium Ada Ciganlija, Belgrad  |
| 2. Mai    | 14:00   | Istanbul Bogazici Sultans | 19:34    | Beograd Vukovi            | Boğaziçi Üniversitesi, Istanbul |
| 17. Mai   | 15:00   | Ljubljana Silverhawks     | 47:14    | Istanbul Bogazici Sultans | Sportni Park, Ljubljana         |

|    | Verein                    | W | L | PF | PA |
| -- | ------------------------- | - | - | -- | -- |
| 1. | Beograd Vukovi            | 2 | 0 | 60 | 43 |
| 2. | Ljubljana Silverhawks     | 1 | 1 | 71 | 40 |
| 3. | Istanbul Bogazici Sultans | 0 | 2 | 33 | 81 |

### South
| Datum     | Kickoff | Heim                  | Ergebnis | Gast                  | Stadion                                     |
| --------- | ------- | --------------------- | -------- | --------------------- | ------------------------------------------- |
| 18. April | 18:00   | Milano Seamen         | 37:14    | L’Hospitalet Pioners  | Velodromo Maspes-Vigorelli, Mailand         |
| 2. Mai    | 18:00   | Thonon Black Panthers | 32:23    | Milano Seamen         | Stade Joseph-Moynat, Thonon-les-Bains       |
| 16. Mai   | 17:00   | L’Hospitalet Pioners  | 0:41     | Thonon Black Panthers | Complex Esportiu, L’Hospitalet de Llobregat |

|    | Verein                | W | L | PF | PA |
| -- | --------------------- | - | - | -- | -- |
| 1. | Thonon Black Panthers | 2 | 0 | 73 | 23 |
| 2. | Milano Seamen         | 1 | 1 | 60 | 46 |
| 3. | L’Hospitalet Pioners  | 0 | 2 | 14 | 78 |

## Final Four
Von 24. bis 26. Juli spielten die vier Gruppensieger im Stadion Voždovac in Belgrad. In zwei Halbfinalen wurden die zwei Finalisten bestimmt, die sich dann im Finale gegenüberstanden.
| Datum    | Sieger             | Ergebnis | Verlierer             | Stadion                   |
| -------- | ------------------ | -------- | --------------------- | ------------------------- |
| 24. Juli | Belgrade Vukovi    | 35:28    | London Blitz          | Stadion Voždovac, Belgrad |
| 24. Juli | Carlstad Crusaders | 41:6     | Thonon Black Panthers | Stadion Voždovac, Belgrad |

|                                         |                             |  | Finale          |                           |                    |  |                                  |
|                                         | Belgrad 26. Juli 2015 16:30 |  | Belgrade Vukovi | \| \| 49 : 84 \| \| \| \| | Carlstad Crusaders |  | Stadion Voždovac Zuschauer: 1000 |
| (14:21, 14:34, 14:22, 7:7) Spielbericht | Belgrad 26. Juli 2015 16:30 |  | Belgrade Vukovi |                           | Carlstad Crusaders |  | Stadion Voždovac Zuschauer: 1000 |
|                                         | 49 : 84                     |  |                 |                           |                    |  |                                  |
|                                         |                             |  |                 |                           |                    |  |                                  |